# Argyrolobium amplexicaule
Argyrolobium amplexicaule là một loài thực vật có hoa trong họ Đậu. Loài này được (E.Mey.) Dummer miêu tả khoa học đầu tiên.